# بوتشوویتسه
بوتشوویتسه (به چکی: Bučovice) یک شهرستان دارای شهرک سابقاً روستا، و شهرستان جمهوری چک در جمهوری چک است که در ناحیه ویشکوو واقع شده‌است. بوتشوویتسه ۶٬۴۸۲ نفر جمعیت دارد.